# 플루토늄 동위 원소
플루토늄의 동위 원소(Isotopes of plutonium)는 228Pu부터 247Pu까지 존재한다.

## 플루토늄-236
원자로 내에서 넵투늄-237이 중성자를 흡수할 때 극미량의 일부가 2개의 중성자를 방출하여 넵투늄-236이 되고 이 중 12.5%가 236Pu으로 붕괴된다.
넵투늄-236 자체도 극미량 생성되는데다 반감기도 15만 4천년으로 매우 길므로 이 동위체는 원자로에서 극미량 생성되기 때문에 그리 중요한 동위체는 아니다.
반감기가 2.858년으로 매우 강한 방사선을 내뿜는 우라늄-232로 붕괴되며 매 붕괴 사슬을 거치면서 강한 감마선을 내뿜는다.

## 플루토늄-238
원자로에서 우라늄-235가 중성자를 먹고 우라늄-236이 된 후 이것이 중성자를 2개 흡수하여 생성된다.
플루토늄-238은 1kg당 567W의 에너지를 내뿜기 때문에 원자력 전지의 원료가 된다.
하지만 원자로내에서는 239Pu와 240Pu도 섞여 있기 때문에 반드시 분리해야 하며, 동위원소 분류법으로 분리되어야 되기 때문에 가격도 비싸므로 일반 원자로 재처리에서는 뽑아내지 않는다.
대신 실험용 원자로에서 플루토늄-238이 잘 생성될 수 있는 동위체인 우라늄-236이나 넵투늄-237을 우라늄-235와 섞어서 만든 연료를 태운후에 얻는다.
감마선이 거의 나오지 않으며 자발핵분열 비율도 5억분의 1의 비율로 매우 낮아 중성자선도 거의 나오지 않아 질좋고 가벼운 원자력 전지로 쓰일 수 있다.
반감기는 87.7년이므로 긴 시간 동안 안정적으로 에너지원으로 이용되고 있다.

## 플루토늄-239
원자로에서 우라늄-238이 중성자를 먹고 B-붕괴를 하여 생성되는게 대다수이다.(넵투늄-237과 플루토늄-238이 중성자를 먹고 생성되는 경우도 있지만 비율이 낮다.)
열중성자로에서의 핵분열 비율이 64~76%, 고속중성자(자원중성자)로에서의 핵분열 비율도 62~63%로 높기 때문에 핵연료와 핵무기로 이용된다.
실제 원자로(경수로)에서도 플루토늄-239의 핵분열로 인해 생산된 전력량은 원자로 전체에서 생산된 전력의 28%의 비율을 차지한다.
플루토늄-239의 임계질량은 13kg이며 중성자 반사체를 입히면 4kg까지 줄일 수 있다.
240Pu이 50% 섞이게 되면 임계질량은 2.4 kg 이하로 줄어들게 되며 238Pu이 섞이면 950g까지 줄어들게 된다. 다만 임계질량이 줄면서 핵무기의 효율과 위력이 약해지므로 핵무기 제조시 이들 동위체를 제거해야 한다.
반감기가 24110년이나 되고 1kg당 1.9W의 강력한 방사선을 내뿜기 때문에 재처리를 꼭 해야만 하는 동위체이나 핵무기 제조 우려 때문에 일부 국가를 제외하고는 여러 국가들이 제한받고 있다.
하지만 보관기간이 30만년이나 필요하고 이 기간 동안 안전하게 보관하기란 사실상 불가능하므로 재처리를 하여 핵연료로 소진해야 한다.
자연계에서 우라늄-238의 자발핵분열로 인해 튀어나오는 중성자로 인해 소량 생산되는데 농축된 우라늄 광석에서는 20억분의 1의 비율로 존재하기도 한다.

## 플루토늄-240
원자로의 핵폐기물에서 대량으로 생산되며 반감기는 6560년이나 되기 때문에 위험한 핵 폐기물로 분류된다. 1kg당 6.9W의 강한 방사선을 내뿜으며 보관기간도 10만년이나 된다.
핵무기 제조시 플루토늄-240의 비율은 7%이하로 줄여야 한다. 플루토늄-240이 섞여 있으면 임계질량이 낮아지지만 임계질량이 낮아지는만큼 핵무기가 폭발할시의 내부의 중성자 통제력이 약화되고 효율도 매우 낮아지기 때문에 비경제적으로 된다. 또한 플루토늄-240은 핵분열을 못하므로 중성자 경제력을 약화하므로 핵무기의 폭발력을 더욱 약화시킨다.

## 플루토늄-241
열중성자로에서의 핵분열 비율이 73~75%, 고속중성자(자원중성자)로에서의 핵분열 비율도 73~75%로 중성자 선속에 관계없이 비슷하기 때문에 좋은 핵분열 연료이다.
실제 원자로에서도 0.9%의 비율이 이 동위체의 핵분열로 인해 에너지를 생산하고 있다.
반감기가 14.29년으로 약한 베타선을 내뿜기 때문에 보관하기 용이하지만 붕괴 생성물인 241Am은 강한 알파선에 감마선도 내뿜으므로 위험하다.
원자로에서 대량으로 생산되고 있으며 241Am은 차세대 원자력 전지로 주목을 받고 있지만 감마선을 일정량 내뿜기 때문에 전지 개발에 제한을 받을 것이다.
임계질량은 12kg이며 중성자 반사제를 이용하면 3.5kg까지 줄일 수 있으나 반감기가 짧아서 핵무기로 이용하지는 않는다.
241Am을 핵폐기물 저장고에 보관한다면 8천년 이상 보관해야한다.

## 플루토늄-242
핵폐기물의 하나로써 핵분열을 하지 못하며 다음 동위체인 아메리슘-243도 핵분열을 하지 못한다.
따라서 이 동위체는 핵폐기물로 분류되며 연구용으로도 쓰이며 퀴륨-244의 생산에 이용되기도 한다.
원자로에서 소량 생산되지만 위험하다. 1kg당 0.11W의 강한 방사선을 내뿜으며 반감기는 37만 3300년이나 되기 때문에 200만년 이상 보관해야 한다.(원자로에서 미량 생성되기 때문에 보관 기간을 반감기의 10배 이상으로 확대하지는 않았다.)

## 플루토늄-243
원자로에서 극미량 생산되며 243Am으로 붕괴된다. 반감기는 4.956시간이다.

## 플루토늄-244
원자로에서 플루토늄-243이 중성자를 하나 흡수하여 극미량 생산되며 자연계에서 극미량 존재한다.
태양계의 연대가 45억 6720만년이며 반감기가 8000만년이나 되기 때문에 자연계에 극미량 존재할 수 있다.
태양계의 역사동안 이 동위체는 반감기의 57배나 되는 긴 기간 동안 붕괴했으며 처음 양의 15경분의 1까지 줄어들었다.
즉 자연계에 플루토늄-244는 매우 극미량이다.
이보다 반감기가 짧은 나이오븀-92(반감기 3472만년)은 자연계에 전혀 존재하지 않는다.
자발핵분열의 비율이 0.123%나 되기 때문에 강한 중성자선을 내뿜지만 반감기가 8000만년이나 되기 때문에 위험도는 낮은 편이며, 원자로에서도 미량 생성되기 때문에 위험한 동위체로 분류되지 않는다.

## 표
| 핵종 기호 | Z(p)            | N(n)            | 동위 원소 질량 (u) | 반감기         | 붕괴 방식        | 붕괴 생성물     | 핵 스핀 | 전형적 동위 원소 구성비 (몰 분율) | 자연적 구성비 변동 범위 (몰 분율) |
| 핵종 기호 | 들뜬 에너지     | 들뜬 에너지     | 들뜬 에너지        | 반감기         | 붕괴 방식        | 붕괴 생성물     | 핵 스핀 | 전형적 동위 원소 구성비 (몰 분율) | 자연적 구성비 변동 범위 (몰 분율) |
| --------- | --------------- | --------------- | ------------------ | -------------- | ---------------- | --------------- | ------- | --------------------------------- | --------------------------------- |
| 228Pu     | 94              | 134             | 228.03874(3)       | 1.1(+20-5) s   | α (99.9%)        | 224U            | 0+      |                                   |                                   |
| 228Pu     | 94              | 134             | 228.03874(3)       | 1.1(+20-5) s   | β+ (0.1%)        | 228Np           | 0+      |                                   |                                   |
| 229Pu     | 94              | 135             | 229.04015(6)       | 120(50) s      | α                | 225U            | 3/2+#   |                                   |                                   |
| 230Pu     | 94              | 136             | 230.039650(16)     | 1.70(17) min   | α                | 226U            | 0+      |                                   |                                   |
| 230Pu     | 94              | 136             | 230.039650(16)     | 1.70(17) min   | β+ (드묾)        | 230Np           | 0+      |                                   |                                   |
| 231Pu     | 94              | 137             | 231.041101(28)     | 8.6(5) min     | β+               | 231Np           | 3/2+#   |                                   |                                   |
| 231Pu     | 94              | 137             | 231.041101(28)     | 8.6(5) min     | α (드묾)         | 227U            | 3/2+#   |                                   |                                   |
| 232Pu     | 94              | 138             | 232.041187(19)     | 33.7(5) min    | ε (89%)          | 232Np           | 0+      |                                   |                                   |
| 232Pu     | 94              | 138             | 232.041187(19)     | 33.7(5) min    | α (11%)          | 228U            | 0+      |                                   |                                   |
| 233Pu     | 94              | 139             | 233.04300(5)       | 20.9(4) min    | β+ (99.88%)      | 233Np           | 5/2+#   |                                   |                                   |
| 233Pu     | 94              | 139             | 233.04300(5)       | 20.9(4) min    | α (0.12%)        | 229U            | 5/2+#   |                                   |                                   |
| 234Pu     | 94              | 140             | 234.043317(7)      | 8.8(1) h       | ε (94%)          | 234Np           | 0+      |                                   |                                   |
| 234Pu     | 94              | 140             | 234.043317(7)      | 8.8(1) h       | α (6%)           | 230U            | 0+      |                                   |                                   |
| 235Pu     | 94              | 141             | 235.045286(22)     | 25.3(5) min    | β+ (99.99%)      | 235Np           | (5/2+)  |                                   |                                   |
| 235Pu     | 94              | 141             | 235.045286(22)     | 25.3(5) min    | α (0.0027%)      | 231U            | (5/2+)  |                                   |                                   |
| 236Pu     | 94              | 142             | 236.0460580(24)    | 2.858(8) a     | α                | 232U            | 0+      |                                   |                                   |
| 236Pu     | 94              | 142             | 236.0460580(24)    | 2.858(8) a     | SF (1.37×10−7%)  | 다양            | 0+      |                                   |                                   |
| 236Pu     | 94              | 142             | 236.0460580(24)    | 2.858(8) a     | CD (2×10−12%)    | 208Pb 28Mg      | 0+      |                                   |                                   |
| 236Pu     | 94              | 142             | 236.0460580(24)    | 2.858(8) a     | β+β+ (드묾)      | 236U            | 0+      |                                   |                                   |
| 237Pu     | 94              | 143             | 237.0484097(24)    | 45.2(1) d      | ε                | 237Np           | 7/2-    |                                   |                                   |
| 237Pu     | 94              | 143             | 237.0484097(24)    | 45.2(1) d      | α (0.0042%)      | 233U            | 7/2-    |                                   |                                   |
| 237m1Pu   | 145.544(10) keV | 145.544(10) keV | 145.544(10) keV    | 180(20) ms     | IT               | 237Pu           | 1/2+    |                                   |                                   |
| 237m2Pu   | 2900(250) keV   | 2900(250) keV   | 2900(250) keV      | 1.1(1) µs      |                  |                 |         |                                   |                                   |
| 238Pu     | 94              | 144             | 238.0495599(20)    | 87.7(1) a      | α                | 234U            | 0+      |                                   |                                   |
| 238Pu     | 94              | 144             | 238.0495599(20)    | 87.7(1) a      | SF (1.9×10−7%)   | 다양            | 0+      |                                   |                                   |
| 238Pu     | 94              | 144             | 238.0495599(20)    | 87.7(1) a      | CD (1.4×10−14%)  | 206Hg 32Si      | 0+      |                                   |                                   |
| 238Pu     | 94              | 144             | 238.0495599(20)    | 87.7(1) a      | CD (6×10−15%)    | 180Yb 30Mg 28Mg | 0+      |                                   |                                   |
| 239Pu     | 94              | 145             | 239.0521634(20)    | 2.411(3)×104 a | α                | 235U            | 1/2+    |                                   |                                   |
| 239Pu     | 94              | 145             | 239.0521634(20)    | 2.411(3)×104 a | SF (3.1×10−10%)  | 다양            | 1/2+    |                                   |                                   |
| 239m1Pu   | 391.584(3) keV  | 391.584(3) keV  | 391.584(3) keV     | 193(4) ns      |                  |                 | 7/2-    |                                   |                                   |
| 239m2Pu   | 3100(200) keV   | 3100(200) keV   | 3100(200) keV      | 7.5(10) µs     |                  |                 | (5/2+)  |                                   |                                   |
| 240Pu     | 94              | 146             | 240.0538135(20)    | 6.561(7)×103 a | α                | 236U            | 0+      |                                   |                                   |
| 240Pu     | 94              | 146             | 240.0538135(20)    | 6.561(7)×103 a | SF (5.7×10−6%)   | 다양            | 0+      |                                   |                                   |
| 240Pu     | 94              | 146             | 240.0538135(20)    | 6.561(7)×103 a | CD (1.3×10−13%)  | 206Hg 34Si      | 0+      |                                   |                                   |
| 241Pu     | 94              | 147             | 241.0568515(20)    | 14.290(6) a    | β- (99.99%)      | 241Am           | 5/2+    |                                   |                                   |
| 241Pu     | 94              | 147             | 241.0568515(20)    | 14.290(6) a    | α (0.00245%)     | 237U            | 5/2+    |                                   |                                   |
| 241Pu     | 94              | 147             | 241.0568515(20)    | 14.290(6) a    | SF (2.4×10−14%)  | 다양            | 5/2+    |                                   |                                   |
| 241m1Pu   | 161.6(1) keV    | 161.6(1) keV    | 161.6(1) keV       | 0.88(5) µs     |                  |                 | 1/2+    |                                   |                                   |
| 241m2Pu   | 2200(200) keV   | 2200(200) keV   | 2200(200) keV      | 21(3) µs       |                  |                 |         |                                   |                                   |
| 242Pu     | 94              | 148             | 242.0587426(20)    | 3.75(2)×105 a  | α                | 238U            | 0+      |                                   |                                   |
| 242Pu     | 94              | 148             | 242.0587426(20)    | 3.75(2)×105 a  | SF (5.5×10−4%)   | 다양            | 0+      |                                   |                                   |
| 243Pu     | 94              | 149             | 243.062003(3)      | 4.956(3) h     | β-               | 243Am           | 7/2+    |                                   |                                   |
| 243mPu    | 383.6(4) keV    | 383.6(4) keV    | 383.6(4) keV       | 330(30) ns     |                  |                 | (1/2+)  |                                   |                                   |
| 244Pu     | 94              | 150             | 244.064204(5)      | 8.00(9)×107 a  | α (99.88%)       | 240U            | 0+      | 미량                              |                                   |
| 244Pu     | 94              | 150             | 244.064204(5)      | 8.00(9)×107 a  | SF (0.123%)      | 다양            | 0+      | 미량                              |                                   |
| 244Pu     | 94              | 150             | 244.064204(5)      | 8.00(9)×107 a  | β-β- (7.3×10−9%) | 244Cm           | 0+      | 미량                              |                                   |
| 245Pu     | 94              | 151             | 245.067747(15)     | 10.5(1) h      | β-               | 245Am           | (9/2-)  |                                   |                                   |
| 246Pu     | 94              | 152             | 246.070205(16)     | 10.84(2) d     | β-               | 246mAm          | 0+      |                                   |                                   |
| 247Pu     | 94              | 153             | 247.07407(32)#     | 2.27(23) d     | β-               | 247Am           | 1/2+#   |                                   |                                   |

1. ↑  약자:
CD: 뭉치 붕괴
ε: 전자 포획
IT: 이성질핵 전이
SF: 자발 핵분열
2. ↑  굵은 글꼴은 안정 동위 원소
3. 1 2 3  핵분열성 핵종
4. ↑  핵무기에 널리 쓰이는 동위 원소
5. ↑  원시 방사성 핵종